# Ухань Михайло
Ухань Михайло (псевдо.: «Бойко», «Умань», «Закарпатський»; 12 грудня 1921, с. Балигород, тепер Польща — невідомо) — хорунжий УПА, командир сотень «Месники-1» та «Месники-2» куреня «Месники» ТВ-27 «Бастіон» Військової округи-6 «Сян» групи УПА-Захід.

## Життєпис
З початком війни на службі в українській допоміжній поліції. 
Від весни 1944 р. — в лавах УПА, бунчужний у сотні «Залізняка». 16 липня 1945 року Михайло Ухань очолив сотню «Месники-2», а наприкінці жовтня — початку листопада 1945 року перейшов до сотні «Месники-1». 
1 лютого 1946 року отримав важке поранення при випробуванні гранати-саморобки, після чого командування сотнею перейшло до Василя Щирби-«Підкови».